# The Eye Infinity
The Eye Infinity (見鬼10S, Gin gwai 10P), anche conosciuto come The Eye 10, è un film del 2005 diretto da Oxide Pang Chun e Danny Pang.
Il film è il sequel di The Eye e The Eye 2.
Il "10" contenuto nel titolo originale non è un indicatore della cronologia. Terzo nella saga dei fratelli Pang, il film comincia dopo gli eventi degli altri due film, e racconta la storia di cinque ragazzi che leggono un libro intitolato "I dieci incontri", che parla dei dieci sistemi per vedere la morte. Da qui il "10" nel titolo.

## Trama

### I dieci incontri
I dieci sistemi descritti nel libro I dieci incontri sono i seguenti:
- Un trapianto di cornea da parte di un donatore morto grazie ad un suicidio (come accadeva in The Eye).
- Tentare il suicidio mentre si è incinta (come accadeva in The Eye 2).
- Utilizzare lo spirit glass (l'equivalente dell'occidentale tavola Ouija).
- Utilizzare del cibo per attirare gli spiriti affamati.
- Giocare a nascondino a mezzanotte con un gatto nero in braccio.
- Pulire la polvere da una lapide e mettersela sugli occhi.
- Aprire un ombrello in un luogo chiuso.
- Pettinarsi davanti allo specchio a mezzanotte.
- Piegarsi su stessi e guardare attraverso le proprie gambe.
- Vestirsi con dei vestiti "usati" in un funerale.

Tuttavia, il gruppo di amici scoprirà che non è affatto un gioco, come credevano, ma che tutto è reale. La loro vita, insieme al loro rapporto, cambierà drasticamente.

## Accoglienza
Molti ammiratori ritengono che questo film sia troppo differente dai precedenti due della serie. Nonostante tenti di creare un nesso fra il primo ed il secondo film, che non avevano nulla in comune fra di loro, questo terzo film ha un tono molto leggero in alcune parti (per esempio la scena di "possessione" e "breakdance"). Altri invece hanno gradito questo nuovo approccio, considerando realistico il fatto che i giovani siano molto interessati nelle esperienze soprannaturali, come i protagonisti del film.

## Riconoscimenti
- 2008 - Golden Trailer Awards
  - Miglior trailer dell'anno di un film horror